# 里湯昔話雄山荘
里湯昔話雄山荘（さとゆむかしばなし ゆうざんそう）は、滋賀県大津市の雄琴温泉にある旅館である。
雄琴温泉旅館群の中で最も高台に位置し、眺望の良さが特徴である。
経営は大津観光株式会社。

## 概要
琵琶湖畔の雄琴温泉の中で、客室数は2番目に多い101室。そのうち60室が露天風呂付客室である。
敷地の中に約500坪の自家菜園があり、ほぼ無農薬で栽培している。そこで採れた野菜は料理として提供される。
総料理長の森順一は滋賀県の伝統野菜を使った地産地消に力を入れており、2022年11月に厚生労働省から「現代の名工」指定を受けている。
近年積極的に改装を行っており、2023年4月に9階、10階に80m2の洋室「里山スイート」を4室オープン。同年7月には団体向け宴会場「びわこ宴会場」を個人向け半個室料亭「里山里海ダイニング」に改装した。

## 沿革
- 1960年（昭和35年）9月 - 「雄山荘」として設立。
- 1975年（昭和50年） - 「ロイヤルホテル雄山荘」に改称。
- 2001年（平成13年）- 「里湯昔話雄山荘」に改称。

## 客室
総客室数は101室であり、内訳は下表のとおり。
| 客室名                    | 客室数 | 備考                       |
| ------------------------- | ------ | -------------------------- |
| 里山スイート              | 4      | 露天風呂付客室             |
| エクセレントルーム        | 2      | 露天風呂付客室             |
| エクゼクティブ里山 和洋室 | 6      | 露天風呂付客室             |
| エクゼクティブ里山 和室   | 18     | 露天風呂付客室             |
| エグゼクティブ里山 ツイン | 6      | 露天風呂付客室             |
| 星のしずく                | 10     | 露天風呂付客室             |
| 山野草                    | 14     | 露天風呂付客室             |
| 一般客室                  | 41     | シングルルーム～大部屋まで |

## 館内施設

### お食事処
- 料亭「里山」、「蒼天」[4]

### 喫茶
- 梅桃（）[5]

### らいぶらり
- 近江昔ばなしらいぶらり[6]　　　　　　　　　　　　　　　　　　　　　　　　　　　　　　　　　　　　　　　　　　　　　　　　　　滋賀県の民話に関する資料コーナーで、民話などのアニメーションや図書がある。

### その他
- 露天風呂付き大浴場
- 湯上り処
- ガーデンプール（子供向けのプール。夏季のみ営業）
- 宴会場・会議場
- ショッピングギャラリー花折峠（売店）

## アクセス

### 公共交通機関

#### 電車
- JR湖西線おごと温泉駅よりタクシーで5分。

※連絡がある場合は送迎バスの運行あり。

#### バス
- JR琵琶湖線（東海道本線）大津駅、京阪石山坂本線・京阪京津線びわ湖浜大津駅、JR堅田駅より江若交通でおごと温泉停留所下車、徒歩10分。

### 自動車
- 湖西道路仰木雄琴ICより車で約5分。